# Jana Stump
Jana A. Shelfer (de soltera Stump) es una jugadora de baloncesto en silla de ruedas paralímpica estadounidense. Ha ganado una medalla de bronce en los Juegos Paralímpicos de Verano de 1996 y una de oro en los Juegos Paralímpicos de 2004.

## Biografía
Stump nació y se crio en Belleville, Kansas hija de Jerry y Kathleen Stump. En 1990, el último día de su primer año de secundaria, quedó paralizada después de que su cinturón de seguridad se rompió, siendo arrojada al asiento trasero. Después de regresar a clases en silla de ruedas, fue coronada Mujer Joven del Año a los 18 años.

## Carrera
Después de graduarse de la secundaria  Belleville, aceptó una beca de baloncesto en la Universidad de Illinois en Urbana-Champaign. Fue miembro de la hermandad Delta Gamma mientras se especializaba en Periodismo de Radiodifusión. Durante la temporada 1995-1996, fue nombrada miembro del equipo nacional de baloncesto femenino en silla de ruedas de Estados Unidos para competir en los Juegos Paralímpicos de Verano de 1996. Como la jugadora más joven de la lista, ayudó al equipo de Estados Unidos a ganar una medalla de bronce. A su regreso, fue convocada para el primer equipo de todos los torneos de la NCAA y recibió el premio al jugador de mayor mejoría. También recibió el premio Pamela Borelli and Family Leadership Achievement Award. Al año siguiente, recibió el premio del cuarto año antes de graduarse.
En 2004, fue incluida en el equipo nacional de baloncesto femenino en silla de ruedas estadounidense que ganó una medalla de oro en los Juegos Paralímpicos de Atenas. Con su título en radiodifusión, se mudó a Orlando para trabajar en relaciones con los medios para Walt Disney World y en WMFE-FM.